# 3つの練習曲 作品65
「3つの練習曲 作品65」（みっつのれんしゅうきょく さくひん65）は、アレクサンドル・スクリャービンが1912年の夏、スイスへの旅行中にベアーテンベルクで作曲したピアノ曲である。交響曲第5番「焔の詩－プロメテ」やピアノ・ソナタ第6番、第7番が完成し、『神秘劇』（未完）の構想が始まったころである。
- 第1番　16分の12拍子　アレグロ・ファンタスティコ　2部形式

長9度のための練習曲。素早いパッセージのA部分と、テンポを落とした旋律的なB部分が交替しながら進んでいく。
- 第2番　4分の拍子　アレグレット　2部形式

長7度のための練習曲。右手の長7度の旋律に、属7や属9の和音が組み合わされている。
- 第3番　4分の2拍子　モルト・ヴィヴァーチェ　3部形式

右手が完全5度や、減5度を含むオクターヴによる練習曲。